# Герб Чукотского района
Герб Чукотского района — официальный символ Чукотского муниципального района Чукотского автономного округа Российской Федерации.  
Герб утверждён решением Совета депутатов муниципального образования Чукотский муниципальный район (#16) от 7 сентября 2012 года, внесён в Государственный геральдический регистр РФ под №7980.

## Описание
В лазоревом поле, волнисто пересечённом — вверху золотое возникающее сияющее, с расширяющимися и вписанными лучами, солнце; внизу, на серебряных волнах — золотая лодка с пятью золотыми гребцами (два, два и один) в парках и камлейках; на носу ладьи — таковой же гарпунщик, правой рукой заносящий золотой гарпун.

## Символика
Чукотский муниципальный район расположен на побережье Берингова пролива — протяжённость береговой линии района составляет 580 километров. 
Символика герба Чукотского района:
- восходящее солнце — символизирует географическое расположение Чукотского муниципального района на крайнем востоке страны, встречающего солнце нового дня одним из первых. Солнце – символ тепла, света, жизни;
- лодка с гребцами и гарпунщиком на носу — символ одного из традиционных для жителей Чукотского муниципального района промысла, связанного с добычей крупных морских животных: китов, тюленей и моржей. В районе созданы общины коренных малочисленных народов Чукотки, основу деятельности которых составляет морской зверобойный промысел. Шестеро людей, сидящих в одной лодке — аллегория шести муниципальных образований (сельских поселений) составляющих единый район;
- лазурь с серебряной волной — символизирует Берингов пролив. Лазурь также символ возвышенных устремлений, искренности, преданности, возрождения.
- золото — символ богатства, стабильности, уважения.
- серебро — символ чистоты, совершенства мира и взаимопонимания; цвет северных просторов Чукотского муниципального района.
Авторская группа — идея герба: Валерий Фирстов (с. Лаврентия); геральдическая доработка: Константин Мочёнов (Химки), Михаил Медведев (Санкт-Петербург); художник и компьютерный дизайн: Ольга Салова (Москва); обоснование символики: Вячеслав Мишин (Москва).

## Герб Чукотского района (2010—2012 гг.).

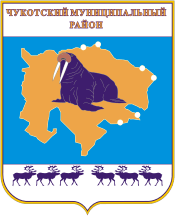
Герб Чукотского района, 2010-2012 года

«Герб Чукотского муниципального района представляет собой щит. Синий цвет щита означает красоту, мягкость и величие Чукотского народа. Золотой цвет, в который окрашено символическое изображение территории района, означает справедливость и великодушие. 
Центральная фигура Герба — изображение моржа. Морж является одним из традиционных символов населения Чукотского муниципального района и выражает потенциальную силу и мощь.
Над "Поясом" на золотом фоне надпись — "Чукотский муниципальный район". Белый цвет символизирует девственную чистоту природы Чукотского района.
Шесть оленей на золотом фоне, поддерживающие "Пояс", символизируют шесть населённых пунктов Чукотского муниципального района и определяют основной род занятий населения района».
Герб утверждён решением № 126 XV сессии IV созыва Совета депутатов муниципального образования Чукотский район 25 января 2010 года.